# St. Laurentius (Altenbanz)

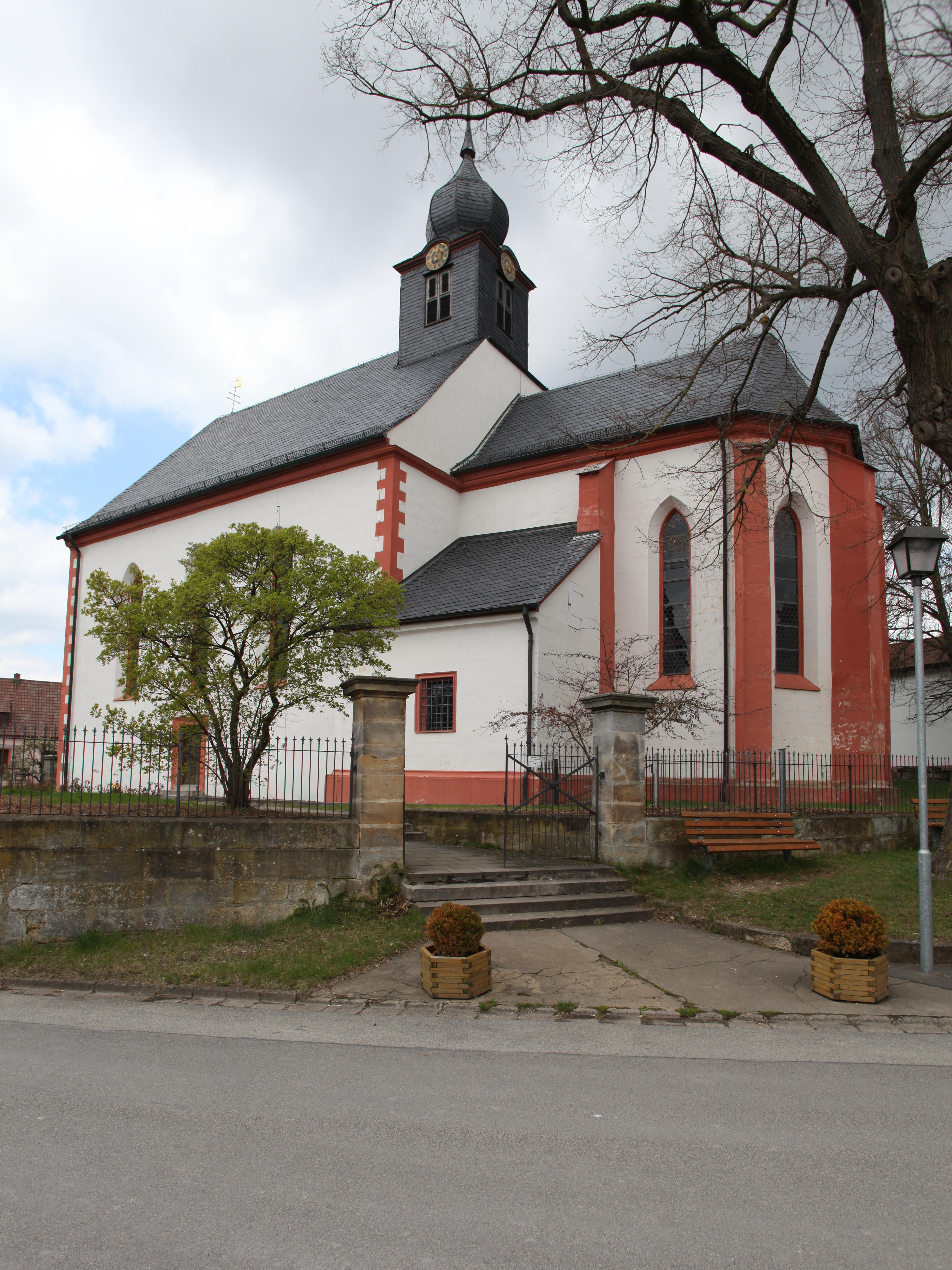
St. Laurentius in Altenbanz

Die römisch-katholische Pfarrkirche St. Laurentius in Altenbanz, einem Gemeindeteil der oberfränkischen Stadt Bad Staffelstein im Landkreis Lichtenfels, geht auf eine Steinkirche zurück, die bereits um 800 bestand.

## Geschichte
Erstmals um 800 wurde Altenbanz als „Altenbanke“ in den Traditionen des Klosters Fulda genannt, die auf einer Abschrift im Codex Eberhardi aus dem 12. Jahrhundert beruhen. Der Ort war Mittelpunkt des zum Grabfeld gehörenden Banzgaues.
Bei Ausgrabungen im Jahr 1969 wurden Fundamente aus Bruchsteinen freigelegt. Sie gehörten wohl zu dem Ursprungsbau der Zeit um 800, einer karolingischen Basilika. Die leicht südöstlich ausgerichtete Saalkirche besaß 9,5 Meter lichte Breite und etwa 11 Meter Länge sowie einen rechteckigen Altarraum. Das Gotteshaus wurde nachträglich in einer älteren slawischen Nekropole errichtet. Acht vorkirchliche Gräber der 8. Jahrhunderts wurden gefunden. Die Kirche war Sitz einer um 741 gegründeten, zum Bistum Würzburg gehörenden, großflächigen Urpfarrei mit mehr als 43 Orten.
Eine Kirche in Altenbanz wurde erstmals 1149 genannt. Im 12. Jahrhundert entstand ein romanischer Neubau, wohl als ummauerte Wehrkirche, mit einem auf 6,6 Meter lichter Saalbreite verkleinertem Grundriss. Im 14. Jahrhundert wurde schließlich mit einer leicht nach Nordost weisenden Ausrichtung eine gotisch gestaltete Kirche mit einem Chorraum errichtet. Seit 1452 ist das Laurentiuspatrozinium belegt. 1629 erfolgten eine Turmreparatur und die Errichtung eines neuen Langhausdaches sowie im Jahr 1630 eine Innenrenovierung. Drei Jahre später zerstörten im Verlauf des Dreißigjährigen Krieges schwedische Truppen durch einen Brand die Kirche. 1638 stürzte das beschädigte Chorgewölbe ein. 1645/1646 führten der Steinmetz Claus Och und der Zimmermann Nikolaus Gexer den Wiederaufbau durch. Nach einem Brand 1688 folgten bis 1691 der weitgehende Neubau des Langhauses mit umfangreichen Umbau- und Instandsetzungsarbeiten durch den Maurermeister Georg Bader. Die Innenausstattungsarbeiten im späten Barock dauerten bis 1718. Die nächsten größeren Baumaßnahmen begannen 1781. Sie umfassten den Einbau der Westempore und von anfangs zwei Fenstern und ein Jahr später eines dritten in der westlichen Giebelwand. Den Abschluss der Arbeiten bildete 1785 das Einziehen neuer Putzdecken und Stuckierung durch den Mistelfelder Heinrich Seelmann sowie die Ausgestaltung mit neuen Deckengemälden. 1805/1806 wurde der Dachreiter nach einem Entwurf des Bamberger Hofbaumeisters Johann Lorenz Fink erneuert.
Im Rahmen der Neueinteilung der bayerischen Diözesen wurde die Pfarrei 1808 dem Bistum Bamberg zugeordnet. Im Jahr 1837 ließ die Pfarrei ein neues Pfarrhaus errichten. Der Staffelsteiner Künstler Hans Theodor Stengel legte 1904 bereichsweise neue Deckengemälde an, die 1968 wieder entfernt wurden.
Innenrenovierungen fanden unter anderem 1939, 1953 und 1991 statt. Umfangreiche Instandsetzungsmaßnahmen wurden 1967/1968 und 2016/2017 durchgeführt.

## Baubeschreibung

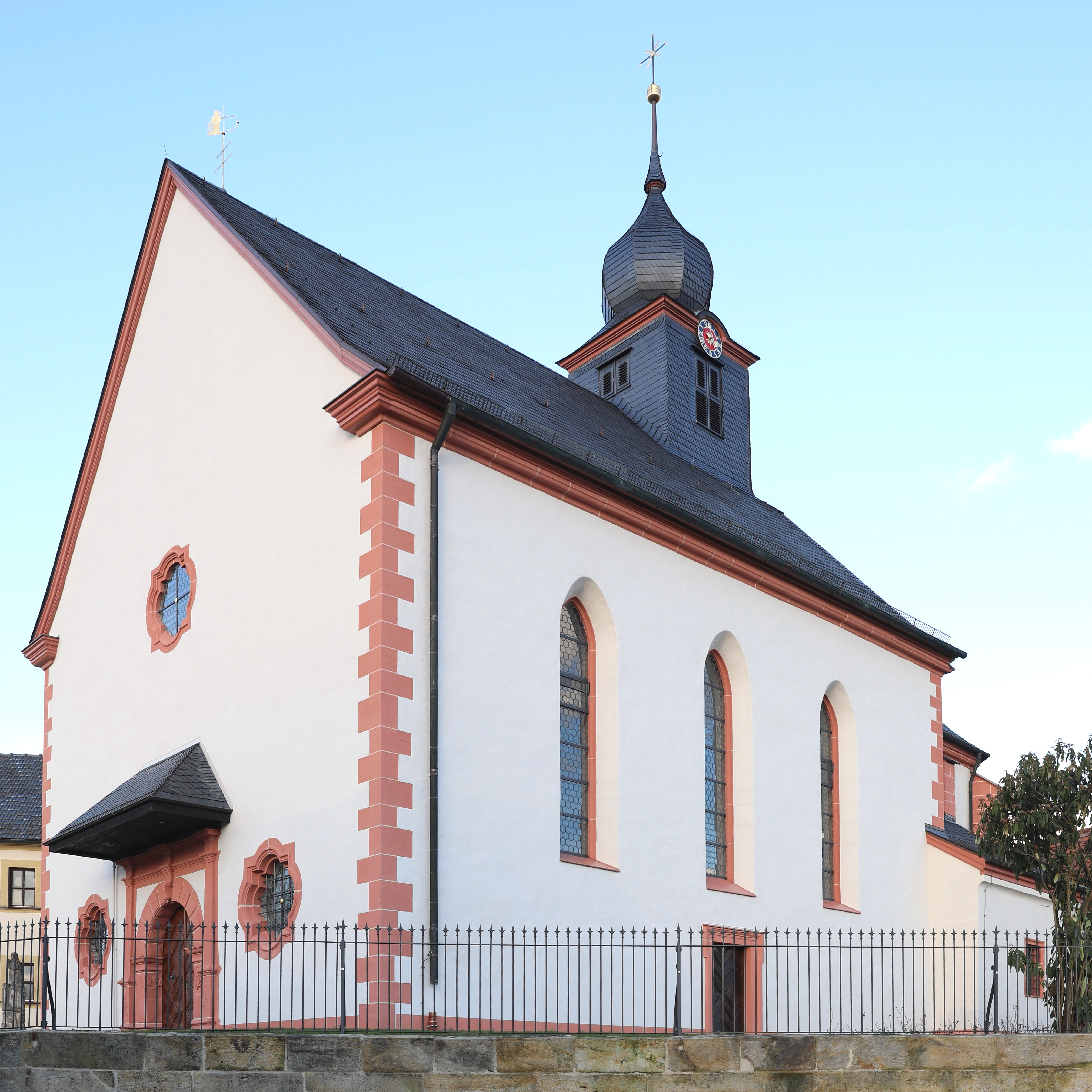
Süd-West-Fassade

Die mittelgroße Kirche befindet sich in leicht erhöhter Lage in Ortsmitte und ist auf drei Seiten von einem ummauerten Kirchhof umgeben. Sie hat einen eingezogenen Chor aus weiß gestrichenen Sandsteinquadern mit zwei Achsen und dreiseitigem Schluss sowie mit einem verschieferten Walmdach als oberen Abschluss. Rot gestrichen sind die Traufhöhen, stufenlose Strebepfeiler mit Pultverdachungen, der umlaufende Sockel und das profilierte Traufgesims. Den Chorinnenraum überspannt eine flache Putzdecke über Hohlkehle mit Doppelgesimsen. Das Deckengemälde zeigt die Einsetzung des heiligen Abendmahles und ist von einem aus acht Bogenstücken und sechs Blumensträußen zusammengesetzten Stuckrahmen eingefasst. In den Diagonalen und an der Kehle der Querachse befinden sich als Stuckarbeiten Rocaillekartuschen mit Blütenzweigen. Vier lange Spitzbogenfenster belichten den Chorraum und sind innen als Rundbogen mit Blattschnüren als Stuckumrahmung ausgeführt. Das mittlere Chorschlussfenster ist zugemauert.
Südlich im Winkel zwischen Chor und Langhaus befindet sich unter einem Pultdach mit gekehltem Traufgesims der Sakristeianbau. Der Innenraum wird von einer Kuppelwölbung mit vier spitzen Stichkappen und einem Tellerschlussstein überspannt.
Ein runder, beidseits gefaster Chorbogen mit profiliertem Kämpfergesims bildet den Übergang vom Chor zum Langhaus. Der Chorbogen ist oben durch einen Vorhangdraperie aus Stuck, seitlich mit Kordeln gestrafft und von Putten gehalten, verziert. Oben tritt segmentbogenartig ein Lambrequinbaldachin vor, auf dessen Oberseite Blütenschnüre liegen und der von Knauf und Kreuz bekrönt ist.
Das Langhaus hat ein weiß verputztes Brockenmauerwerk; die Kanten aus Sandsteinquadern und das profilierte Traufgesims sind rot gestrichen. Es ist ein rechteckiger, breiter Saalraum mit einer flacher Putzdecke über einer breiten, mit Gesimsen abgesetzten Kehle. Das Deckengemälde stellt das Martyrium des heiligen Laurentius und darüber die heilige Dreifaltigkeit dar und ist von einem profilierten Stuckrahmen mit Blütenzweigen eingefasst. In den Diagonalen befinden sich vier Medaillons mit Brustbildern der Evangelisten. Sie sind ebenfalls gerahmt und von Blattschnur- und Blütengehängen umgeben. Den westlichen Abschluss des Innenraums bildet eine zweigeschossige, hölzerne Empore. Die untere Empore hat einen polygonal vorgezogenen Mittelabschnitt und wird von gefasten Vierkantsäulen getragen. Die obere, die Orgelempore ist zurückgesetzt und hat schlichte, vierkantige Ständer als Tragelemente.
An den Längsseiten des Kirchenschiffs sind jeweils drei spitzbogige Fenster mit rundbogigen Innenlaibungen vorhanden, im Süden zusätzlich in der Mitte ein rechteckiger Eingang mit einer geohrten Rahmung. Die Westfassade ist durch einen rundbogigen Eingang und drei mit reich profilierten Rahmungen versehene Okuli in kreisförmigen Laibungen gegliedert. Das Eingangsportal besteht aus Sockel und Kämpfer, tief mit Kehlen und Wulsten profiliert, sowie aus dem Bogen mit Rustikaquaderung, und Scheitelstein mit Rollwerkkartusche. Als Umrahmung dienen flache, toskanische Pilaster auf hohen Sockeln mit Weinrankenrelief und darüber ein waagrechtes Gebälk mit Architrav- und Kranzgesims. An den Innenseiten der Pfeiler sind die Jahreszahl 1691 und die Bezeichnung „JOH. BEHER S M“ (Steinhauermeister) 1689 vorhanden.
Auf dem verschieferten Satteldach steht über der östlichen Langhaus ein hölzerner, verschieferter Dachreiter mit quadratischem Grundriss. An allen Seiten sind rechteckige, jalousieverkleidete Schallöffnungen, an drei Seiten darüber eine Uhr angeordnet. Den oberen Abschluss bildet eine eingeschnürte, achtseitige Zwiebelhaube mit Spitze, Knauf und Kreuz.

## Ausstattung

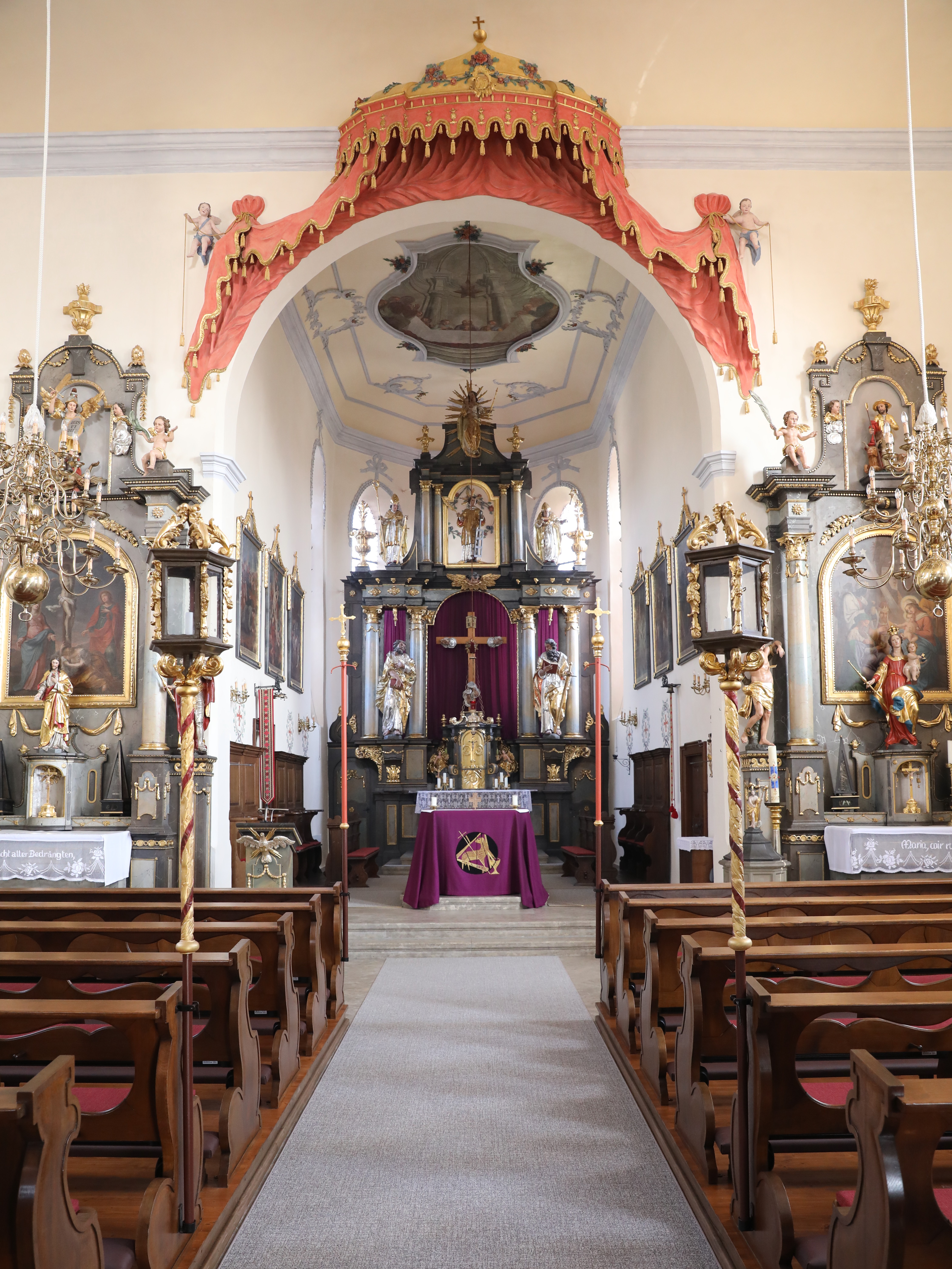
Hauptaltar

Der Hochaltar ist ein Werk des Bamberger Künstlers Sebastian Degler aus den Jahren 1700/1701. Die Schreinerarbeiten führte der Bamberger Alexander Wilhelm aus. 1710/1711 fasste ein Lichtenfelser Maler den Altar. 1778 baute ein Schreiner aus Staffelstein einen neuen Rahmen für das Altarblatt, 1791 folgte eine klassizistische Umgestaltung des Altars durch den Bamberger Georg Joseph Mutschele und 1792 eine neue Fassung. Der Altar hat unten einen Steinstipes mit sarkophagförmiger Verkleidung. Darüber befinden sich der Drehtabernakel und das Altarkreuz, beides Werke aus dem Jahr 1755. Der marmorierte Aufbau besteht aus waagrechten Gebälk, getragen von vier korinthischen Säulen mit verkröpfter Sockelzone und seitliche rundbogige Umgangstüren einrahmend. Auf klassizistischen Konsolen stehen große Holzstatuen der Heiligen Petrus und Paulus, Arbeiten Deglers. Auf dem Gebälk befinden sich seitlich die Statuen der Heiligen Kilian und Dionysius, flankiert von hohen klassizistischen Vasen. Der Altarauszug hat vier gestaffelte korinthische Säulen, durch ein verkröpftes Gebälk miteinander verbunden. In der Mitte stehen die Statue des heiligen Laurentius und darüber die Muttergottes mit Strahlenkranz, vermutlich Mitte des 18. Jahrhunderts entstanden, flankiert von Ziervasen.
Die gleichgestalteten Seitenaltäre sind Werke des Bamberger Künstlers Georg Joseph Mutschele aus dem Jahr 1802. Sie haben jeweils einen marmorierten Holzaufbau mit flacher Rückwand, rundbogig eingerahmtem Altarblatt und Golddekor, eingerahmt von zwei verkröpften korinthischen Säulen auf hohen Sockeln. Darüber befinden sich unter anderem Sitzengel und Vasen. Auf einem schlicht verkleideten Steinstipes steht das Gehäuse eines Drehtabernakels. Den linken Seitenaltar schmücken seitlich die Statuen der Heiligen Heinrich und Kunigunde aus dem frühen 18. Jahrhundert und in der Mitte des Heiligen Joseph. Das um 1802 entstandene Altarblatt zeigt eine fünffigurige Kreuzgruppe. In der Mitte des Auszuges befindet sich auf einer mit Kranzgesims verkröpften Konsole die Figur des heiligen Michael, vermutlich ein Werk von 1707 eines Kronacher Bildhauers. Der rechte Seitenaltar trägt seitlich die Statuen der Heiligen Sebastian und Florian, wohl aus der zweiten Hälfte des 18. Jahrhunderts, und in der Mitte die der Muttergottes. Das Altarblatt zeigt ein nazarenisches Weihnachtsbild. Im Auszug befindet sich die Figur des heiligen Wendelin aus der zweiten Hälfte des 18. Jahrhunderts.

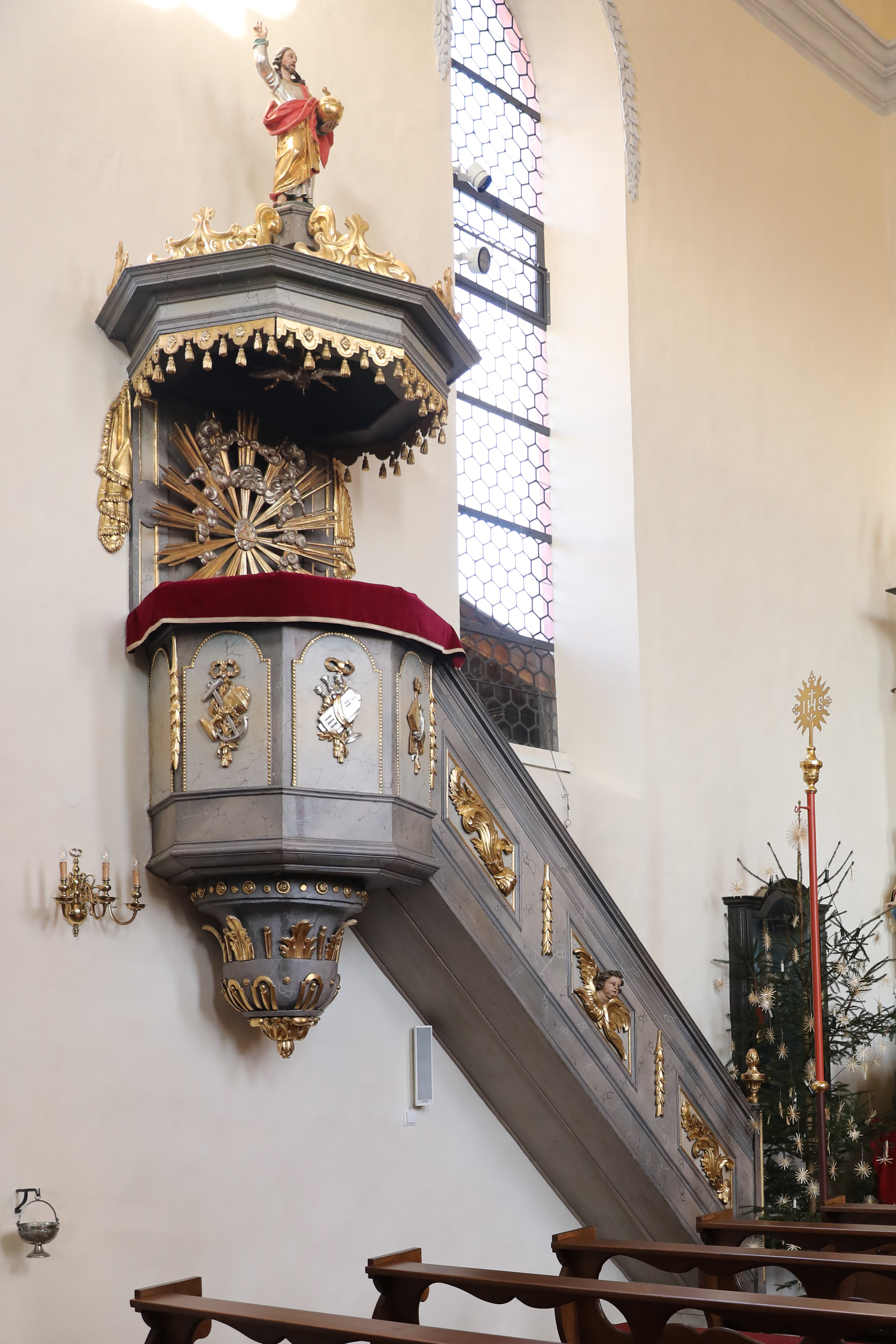
Kanzel

Die Kanzel aus marmoriertem Holz und vergoldetem Dekor entstand 1791 unter Verwendung einer Holzfigur und von Dekorteilen der Vorgängerin von 1691. Sie hat einen schlichten Korb aus fünf Achteckseiten und in den Feldern Reliefdekor mit Darstellungen eines Buches, von Gesetzestafeln und eines Kelches mit Kreuz und Anker. Der Fuß ist kelchförmig mit Blattdekor ausgebildet. Der Schalldeckel hat einen Lambrequinbesatz und als Bekrönung eine Statue des Salvator Mundi.
Das Chorgestühl mit eingefügten Beichtstühlen entstand zwischen 1756 und 1761 wie die Gemälde aus Öl auf Leinwand der Kreuzwegstationen. Die beiden Prozessionsstatuen in segmentbogig schließenden, verglasten Holzgehäusen sind Maria Immaculata mit Strahlenkranz und der heilige Laurentius.
1781 stellte der Würzburger Orgelbauer Johann Philipp Seuffert eine Orgel auf, der um 1900 ein Instrument mit einem dreiteiligen Prospekt in Neurenaissanceformen folgte. 2019 ersetzte der Bamberger Orgelbaumeister Thomas Eichfelder die elektrische Orgel durch eine neue, mechanische Orgel mit 20 Registern auf zwei Manualen.